# Andorra (Hiszpania)
Andorra – gmina w Hiszpanii, w prowincji Teruel, w Aragonii, o powierzchni 141,36 km². W 2011 roku gmina liczyła 8266 mieszkańców.